# Wereldtentoonstelling van 1913

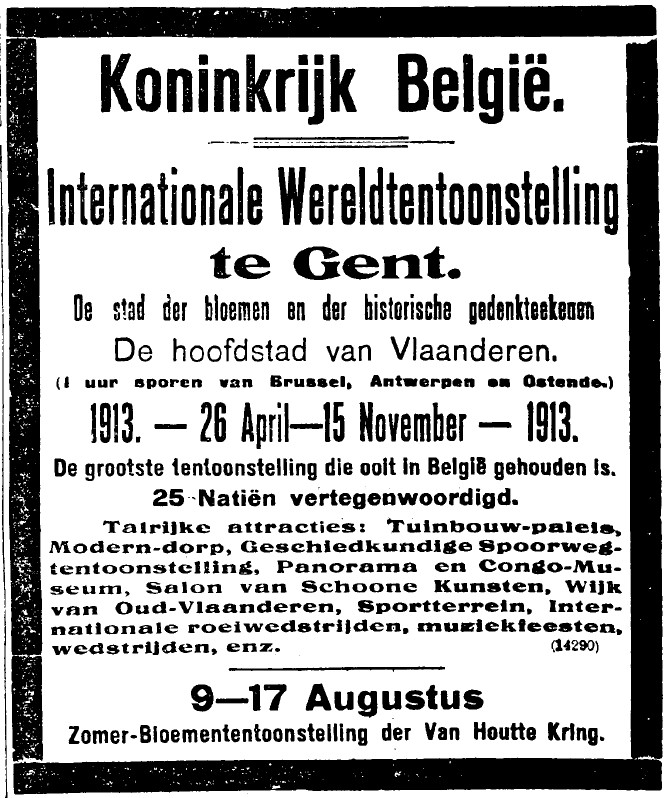
Advertentie in Algemeen Handelsblad (NL), 5 augustus 1913

De wereldtentoonstelling van 1913 vond plaats in de Belgische stad Gent. Het Bureau International des Expositions heeft de tentoonstelling achteraf erkend als de 19de universele wereldtentoonstelling. De wereldtentoonstelling werd gehouden van 26 april tot 3 november 1913 in de Sint-Pieters-Aalstwijk, op de plek waar zich nu het Citadelpark en het Miljoenenkwartier bevinden.
Met een oppervlakte van 130 hectare was dit een stuk groter dan de eerdere tentoonstelling in Brussel in 1910, waar ook toen al mee gepocht werd. Een dertigtal landen nam deel aan de tentoonstelling. Ook waren verschillende Belgische steden en een wijk "Oud Vlaenderen" van de partij.
De dichter Marcel Wyseur werd secretaris van het algemeen bestuur van de Wereldtentoonstelling van 1913 in Gent. De Franse piloot Adolphe Pégoud werd uitgenodigd om de sluiting van de tentoonstelling mee op te luisteren.
De bouw van de tentoonstelling had af te rekenen met enkele interne twisten en eindigde, op de vooravond van de Eerste Wereldoorlog, met een serieuze schuldenput.

## Infrastructuur
Met het oog op de tentoonstelling werd een nieuw station gebouwd, het Sint-Pietersstation aan het nieuwe Koningin Maria Hendrikaplein. Voor de tentoonstelling werd aan dit plein ook het hotel Flandria Palace gebouwd. Ook in het centrum van Gent werd in de aanloop naar de tentoonstelling grondig verbouwd. Op de Graslei werd een groot aantal huizen grondig gerenoveerd. Een aantal jaar ervoor was er al de nieuwe Sint-Michielsbrug en het toen nieuwe postgebouw op de Korenmarkt.

## Oud Vlaenderen
Oud-Vlaenderen was een apart deel van de wereldtentoonstelling. Men trof er 16e- en 17e-eeuwse reconstructies aan van de mooiste gebouwen uit Frans-Vlaanderen, Oost- en West-Vlaanderen, Zeeland en Henegouwen. Architect Valentin Vaerwyck kreeg de opdracht voor het ontwerp. Hij baseerde zich op een schetsboek van Armand Heins die deze regio's had bezocht.

## Modern Dorp
Architect Vaerwyck werd niet alleen gevraagd Oud Vlaenderen te ontwerpen maar tekende ook mee aan diens antipode: het Moderne Dorp. De strakke lijnen van stratenplan en de modernistische architectuur van het Moderne Dorp stonden in schril contrast met de grillige straatjes en kanalen van het historiserende Oud Vlaanderen.
Het Moderne Dorp werd gebouwd met de bedoeling de landbouw een nieuwe toekomst te geven en tegelijk het grote publiek te informeren over het plattelandsleven aan het begin van de twintigste eeuw. Het was de eerste keer dat op een wereldtentoonstelling het landbouwmilieu zo uitvoerig en uitgebreid werd gepresenteerd.
Het dorp werd gebouwd rond een marktplein met kiosk en bestond uit verschillende modelboerderijen. Er was ook een bloemisterij en melkerij. Daarnaast waren ambachtelijke bedrijven aanwezig zoals een smidse. Naast een bakkerij, trof men er ook een post, een telefoon en telegraaf aan. Rond het marktplein was er de kerk, het gemeentehuis en een modelschool. De kerk en de school waren gebouwd in traditionele stijl met typische trapgeveltjes.
Het ontwerp voor het Moderne Dorp kwam tot stand onder leiding van Paul De Vuyst, maar werd uitgevoerd door Vaerwyck en Armand Heins. Valentin Vaerwyck ontwierp de kerk, het gemeentehuis (een aangepast ontwerp zou later dienen voor het gemeentehuis van Zomergem) en een burgerhuis. Het geheel van gebouwen bracht een eigentijdse interpretatie van de Vlaamse bouwtraditie. Het dorp straalde efficiëntie en moderniteit uit.
Voor de bezoeker van de wereldexpo kwam dit Moderne Dorp over als een stadswijk die hen ervan moest overtuigen dat het op het platteland qua comfort even goed vertoeven was als in de stad. Verschillende types gebouwen van dit dorp vonden zo later hun weg naar de nieuwe tuinwijken die aan de rand van de steden werden aangelegd.

## Volkerenshows of "menselijke zoos"
In het Citadelpark waren een Senegalees en een Filipijns dorp nagebouwd, waarin 128 Senegalezen en 60 Filipijnen werden tentoongesteld als levende attractie. Vlaams auteur Cyriel Buysse omschreef hen als “een mengselproduct van apen en Mongolen”.
In de 19de eeuw en de eerste helft van 20ste eeuw werden gekoloniseerde volkeren vaak onder mom van etnografie tentoongesteld. Dat het in Gent juist Senegalezen en Filipino's waren is geen toeval, daar ze deel uitmaakten van rondreizende groepen met blanke impresario's. De Senegalese groep is terug naar het thuisland afgereisd na de tentoonstelling, terwijl de Filipijnse groep in de steek werd gelaten door hun impresario die in financiële moeilijkheden verkeerde. 
Begin april 2013 bood burgemeester Termont publiekelijk zijn excuses aan bij nabestaanden van de "mensentuin Wereldexpo 1913", in de aanloop naar de "Waarheidscommissie", een project van theatermaker en onderzoeker Chokri Ben Chikha, en acteur en theatermaker Zouzou Ben Chikha.

## Relicten en overblijfselen

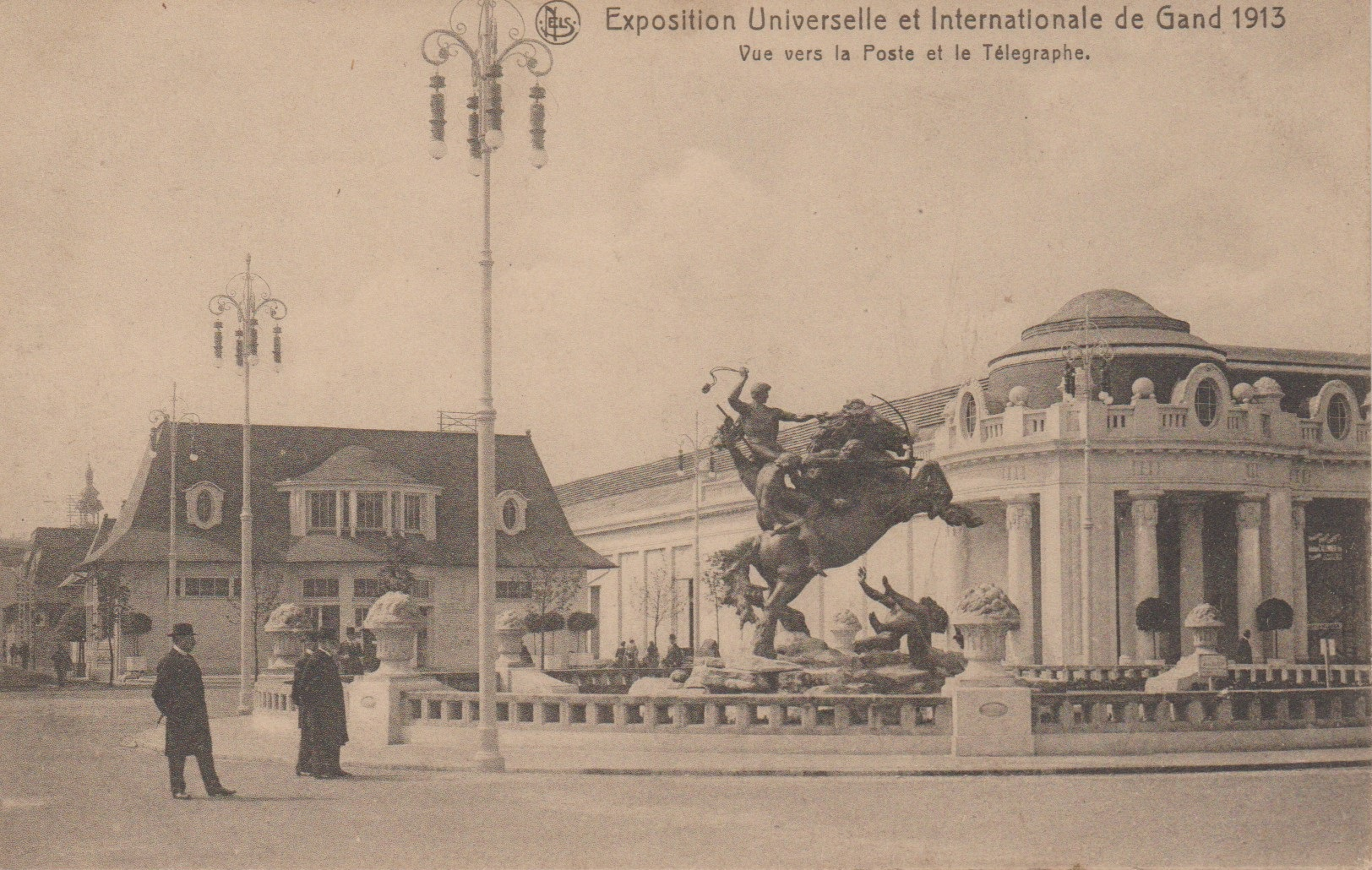
Ros Beyaert en de Vier Heemskinderen Gent Expo 1913

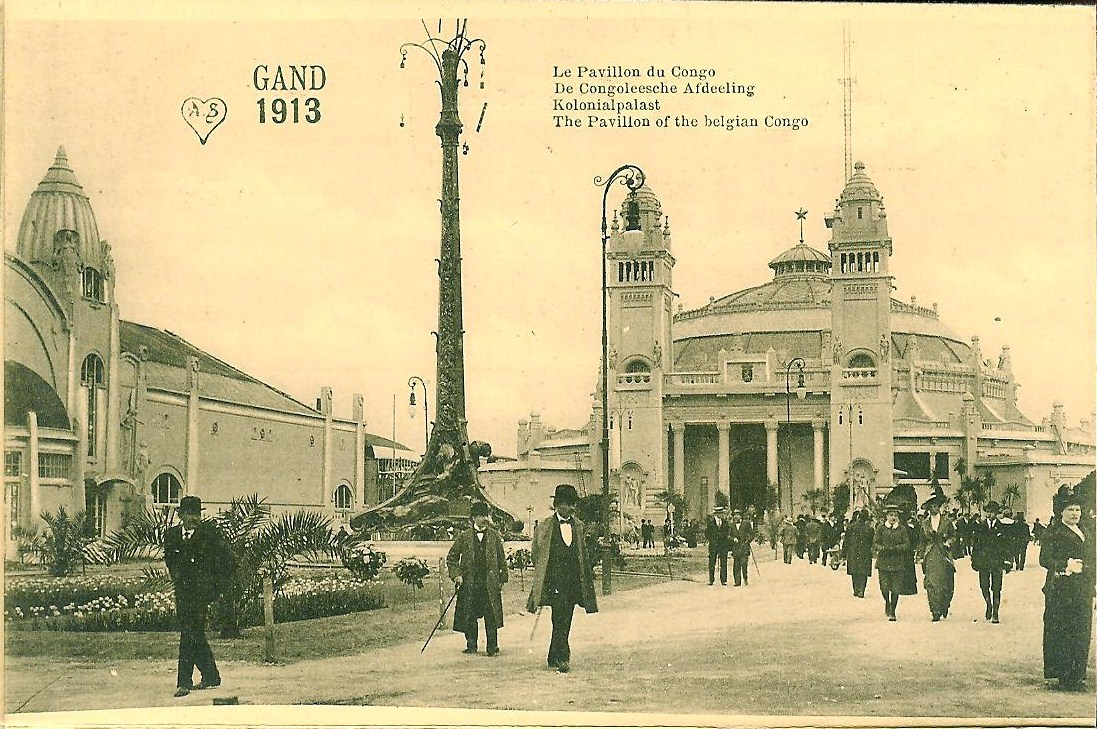
De Mast van Lalaing stond voor het paviljoen van Belgisch Congo

Tijdens de grote herdenking van de expo in 2013 dacht men dat er geen enkel authentiek gebouw de wereldtentoonstelling had overleefd. Dat veranderde toen het Vlaams Agentschap Onroerend Erfgoed in datzelfde jaar een gebouw ontdekte in de omgeving van het Universitair Ziekenhuis, goed verscholen tussen twee grootwarenhuizen en de Home Boudewijn. Het gaat om de Sint-Gerardusschool, het laatste authentieke gebouw dat voor de wereldtentoonstelling in Gent ontworpen werd. Op de wereldexpo was deze Sint-Gerardusschool de modelschool in het Moderne Dorp. Ze stond links van de kerk en recht tegenover het gemeentehuis, beide realisaties van architect Valentin Vaerwyck. De school werd door het Ministerie van Kunst en Wetenschap gebouwd op basis van de nieuwste technieken qua hygiëne en presenteerde een moderne onderwijsdidactiek. Met deze modelschool ondersteunde de Belgische Staat op een heel praktische manier de honderden gemeentes op het platteland bij de geplande invoering van de leerplichtwet een jaar later, in 1914. Voor het eerst zouden alle kinderen in België het recht krijgen op onderwijs. Na de wereldtentoonstelling werd de school steen voor steen afgebroken en terug opgebouwd op zijn huidige locatie waar een vlakbij gelegen straat naar Armand Heins genoemd werd. Na de verplaatsing van het gebouw in 1914, zaten de eerste leerlingen in september 1914 al terug in de klas.
Naast deze school zijn er nog enkele kleinere relicten van de wereldtentoonstelling overgebleven. Zo zijn er in het Paul de Smet de Naeyer-park het standbeeld "Ros Beyaert en de Vier Heemskinderen" (door Aloïs de Beule en Domien Ingels) en de beeldengroep "Schoonheid – Kracht - Wijsheid” (door Jules Pierre van Biesbroeck). Op het Sint-Veerleplein werd in 1926 de zuil Sire van Maldegem geplaatst. En in het Citadelpark zijn nog enkele gevelfragmenten overgebleven van authentieke gebouwen van de expo.
In Schaarbeek staat de Mast van Lalaing, een elektrische lichtmast gemaakt door Jacques De Lalaing voor de wereldtentoonstelling. Het stelt een gevecht tussen tijgers en slangen voor. Het stond destijds voor het paviljoen van Belgisch Congo (thans op de hoek van de Louis Bertrand- en de Deschanellaan in Schaarbeek).

## Galerij

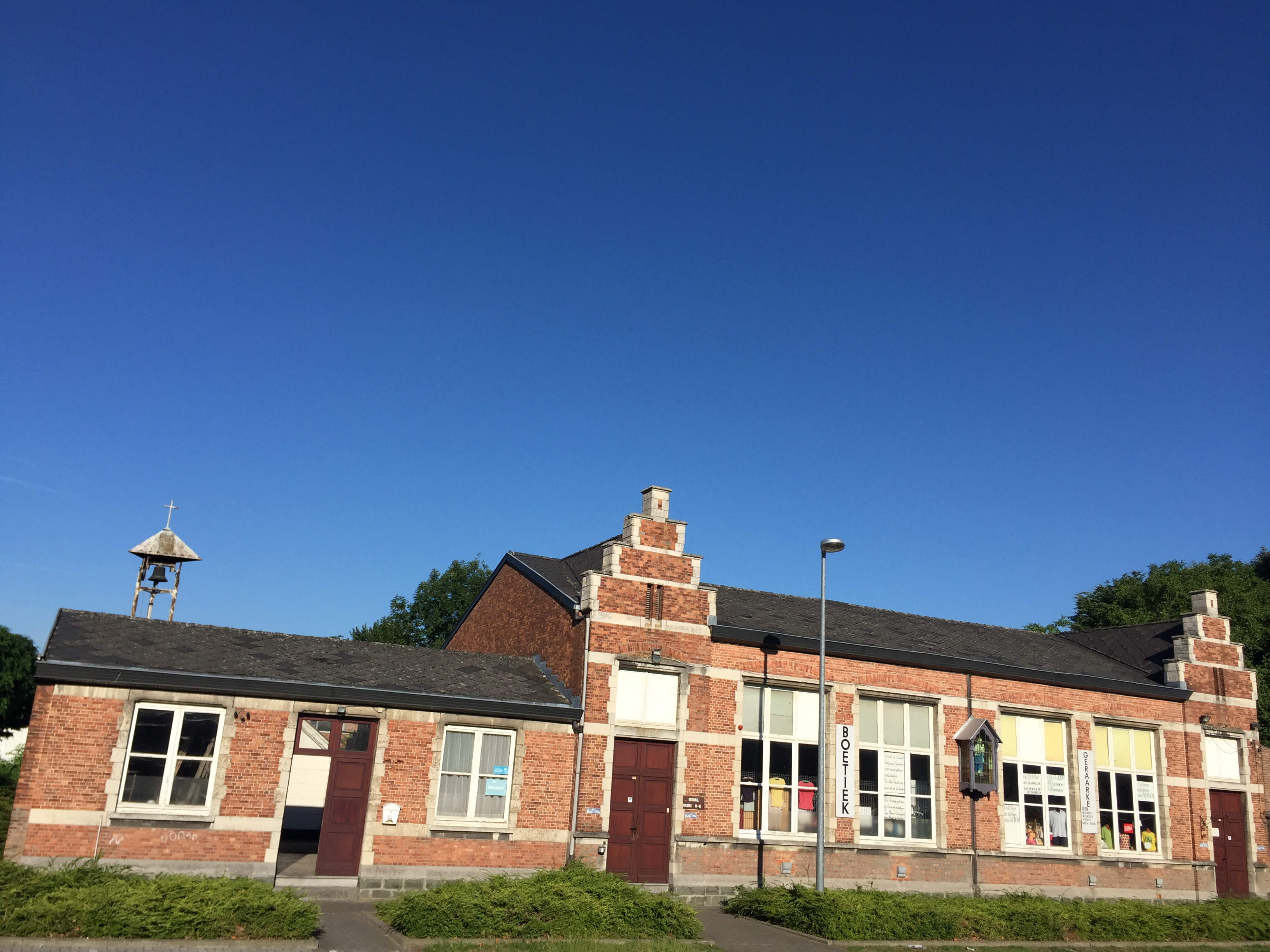
De Sint-Gerardusschool is de modelschool van het Moderne Dorp van de Wereldtentoonstelling 1913
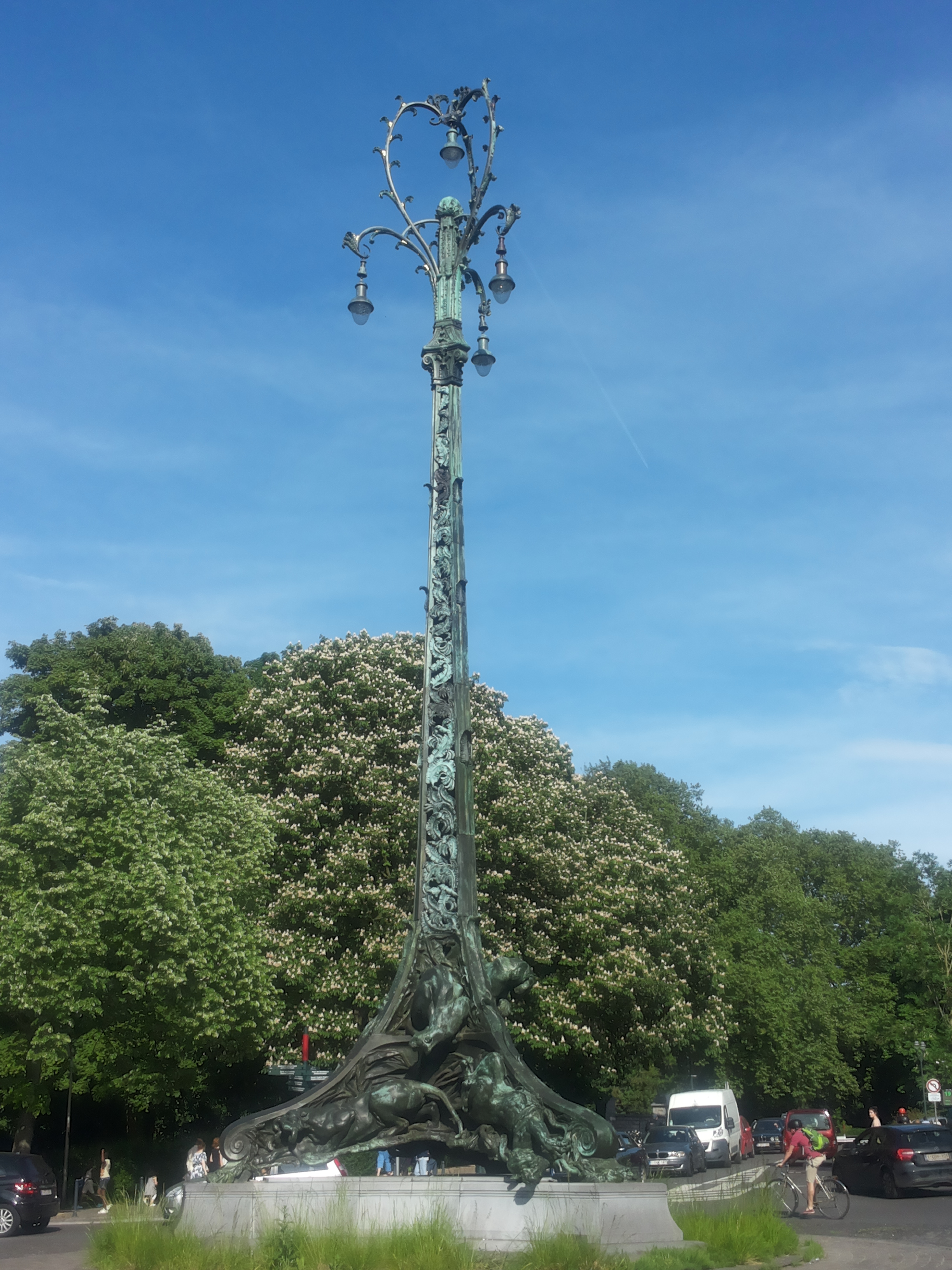
De Mast van Lalaing, een elektrische lichtmast van Jacques De Lalaing voor de Wereldtentoonstelling van 1913, staat vandaag in Schaarbeek.